# Stara Wieś (województwo lubuskie)
Stara Wieś (niem. Alte Fähre) – wieś w Polsce położona w województwie lubuskim, w powiecie nowosolskim, w gminie Nowa Sól.

## Historia
Powstanie niewielkiej osady przy dawnej przeprawie przez Odrę należy datować na połowę XVI w. Przeprawę używano do przewozu drewna opałowego z lasów na prawym brzegu Odry. W XIX w. osada rozrosła się do niewielkiej wsi–kolonii. Wybudowanie w pobliżu wsi mostu na Odrze w 1871 r. znacznie zubożyło mieszkańców trudniących się głównie przewoźnictwem.
W latach 1950–1998 miejscowość nieprzerwanie położona była w województwie zielonogórskim.
W miejscowości funkcjonuje winnica "Kinga".